# Frank Spotnitz
Frank Spotnitz (ur. 17 listopada 1960 w Zama w Japonii) – amerykański scenarzysta i producent, m.in. serii Z Archiwum X.
Karierę zawodową zaczynał jako redaktor depesz, pracował dla Associated Press, United Press International i „Entertainment Weekly”. W 1994 dołączył do ekipy serialu Z Archiwum X jako scenarzysta. Wkrótce został producentem wykonawczym, którym był do 2002.
Jest twórcą scenariusza pełnometrażowych filmów Z archiwum X: Chcę wierzyć (2008) i Z archiwum X: Pokonać przyszłość (1998), producentem pierwszego z nich, a także producentem wykonawczym i autorem scenariusza kilku innych seriali (m.in. Night Stalker i Samotni strzelcy).
Trzykrotnie był nominowany do Nagrody Emmy.